# Municipio de Burdine
El municipio de Burdine (en inglés: Burdine Township) es un municipio ubicado en el condado de Texas en el estado estadounidense de Misuri. En el año 2010 tenía una población de 3336 habitantes y una densidad poblacional de 24,05 personas por km².

## Geografía
El municipio de Burdine se encuentra ubicado en las coordenadas 37°7′8″N 92°4′48″O / 37.11889, -92.08000. Según la Oficina del Censo de los Estados Unidos, el municipio tiene una superficie total de 138.68 km², de la cual 138,39 km² corresponden a tierra firme y (0,21 %) 0,3 km² es agua.

## Demografía
Según el censo de 2010, había 3336 personas residiendo en el municipio de Burdine. La densidad de población era de 24,05 hab./km². De los 3336 habitantes, el municipio de Burdine estaba compuesto por el 96,7 % blancos, el 0,33 % eran afroamericanos, el 0,45 % eran amerindios, el 0,48 % eran asiáticos, el 0,21 % eran de otras razas y el 1,83 % eran de una mezcla de razas. Del total de la población el 2,07 % eran hispanos o latinos de cualquier raza.